# روبرت هاموند (لاعب هوكي الحقل)
روبرت هاموند (بالإنجليزية: Robert Hammond) هو لاعب هوكي الحقل أسترالي، ولد في 6 مايو 1981 في تاونسفيل في أستراليا.

## وصلات خارجية
- روبرت هاموند على موقع الاتحاد الدولي للهوكي (الإنجليزية)
- روبرت هاموند على موقع اللجنة الأولمبية الدولية (الإنجليزية)
- روبرت هاموند على موقع أوليمبيديا (الإنجليزية)
- روبرت هاموند على موقع اللجنة الأولمبية الأسترالية (الإنجليزية)
- روبرت هاموند على موقع اتحاد ألعاب الكومنولث (مؤرشف) (الإنجليزية)
- روبرت هاموند على موقع دورة ألعاب الكومنولث 2006 (مؤرشف) (الإنجليزية)